# Bud Spencer
Pour les articles homonymes, voir BUD et Spencer.
Carlo Pedersoli, dit Bud Spencer, est un acteur, nageur et poloïste italien, né le 31 octobre 1929 à Naples et mort le 27 juin 2016 à Rome.
D’abord sportif de haut niveau, il est ensuite connu pour ses comédies d'action (en particulier des « westerns spaghetti ») tournées en duo avec Terence Hill. Il est également apparu en vedette principale dans de nombreux autres films.

## Biographie

### Enfance, formation et débuts
Issu d'une famille aisée de la bourgeoisie de Naples, Carlo Pedersoli naît dans le quartier napolitain de Santa Lucia. Pendant la Seconde Guerre mondiale, il survit au bombardement de la maison familiale.
En 1940, sa famille émigre vers Rome, où Carlo devient un excellent nageur et un brillant étudiant. En 1947, il suit son père, industriel ruiné par la guerre, en Amérique du Sud où ce dernier tente de refaire sa vie, d'abord au Brésil à Rio de Janeiro, puis en Argentine. Carlo Pedersoli abandonne ses études et exerce divers petits métiers : bibliothécaire, ouvrier. Il revient en Italie à l'âge de 20 ans, et reprend ses études de droit et des cours de natation.
Il ne tarde pas à se faire remarquer du fait de ses qualités athlétiques. À tel point qu'il débute dans les mythiques studios romains de Cinecittà, dans des péplums (tel Quo Vadis, 1951).

### Sportif de haut niveau

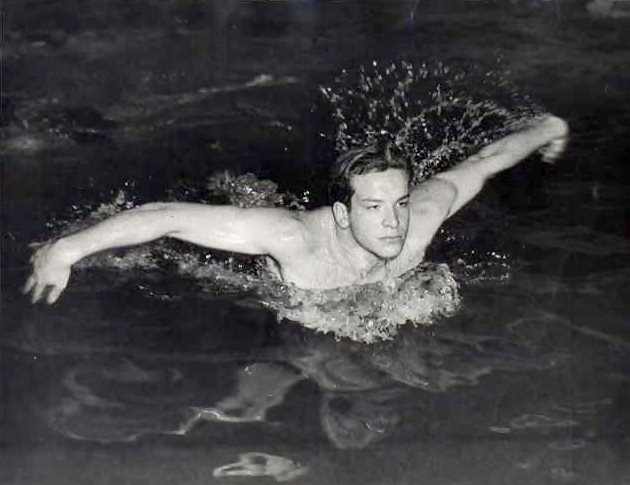
Carlo Pedersoli en 1950.

N’ayant pas pratiqué la natation en Amérique du Sud, Carlo Pedersoli revient dans les bassins à son retour dans son pays natal et réussit de bons temps. Ainsi, malgré le manque d'entraînement, il devient le premier Italien à descendre sous la minute au 100 mètres nage libre. Le 19 septembre 1950, il réalise 59 s 5. Il décide ainsi de persévérer dans la natation, même s'il le reconnaît lui-même, il ne s'investit jamais pleinement dans la pratique de son sport. Il réussit, néanmoins, à abaisser le record d'Italie à 58 s 2.
Il obtient sept titres nationaux et la médaille d'argent du 100 mètres nage libre des Jeux méditerranéens de 1951, derrière Alex Jany. Il pratique également le water-polo à un haut niveau puisque, avec sa sélection nationale, il remporte la médaille d'or aux Jeux méditerranéens de 1955 et le championnat d'Italie 1956 avec la section nautique de la Lazio.
Cependant, il atteint ses limites aux Jeux olympiques, car en 1952, comme en 1956, il ne dépasse pas les demi-finales du 100 mètres. En 1956, il est invité à l'université Yale, qui s’intéresse à ses performances. En 1957, lassé de la vie de sportif amateur, il repart en Amérique du Sud,. Au Venezuela, il dirige, notamment, une équipe de construction de la Panaméricaine.

### Acteur
Carlo Pedersoli débute au cinéma en 1949, sous son vrai nom. Plus tard, en 1960, il épouse Maria Amato, la fille d'un producteur de cinéma, avec laquelle il a trois enfants, Giuseppe, Cristiana et Diamante. Aimant relever des défis, il devient tour à tour chanteur ou inventeur, déposant plusieurs brevets.
Grâce à un physique imposant (plus de 1,90 m), il entame en 1967, à 38 ans, avec Dieu pardonne... moi pas ! de Giuseppe Colizzi, une longue série de western spaghetti où sa truculence rappelle Obélix. Comme la plupart des acteurs italiens de western spaghettis, il adopte un pseudonyme anglo-saxon, Bud Spencer (« Bud » d'après la marque de bière Budweiser et « Spencer » en hommage à son idole Spencer Tracy).
Selon le producteur Matthias Wendlandt, si Terence Hill respectait les dialogues, Bud Spencer était plutôt là pour s'amuser. Les films dans lesquels il a joué montrent une certaine continuité avec son passé de sportif de haut niveau, refusant de se faire doubler par des cascadeurs jusqu'au début des années 1990. Avec Terence Hill, ils tournent dix-sept films, sur une période de vingt-sept ans. Malgré une qualité relative, la plupart obtiennent un succès international.
Dans On l'appelle Trinita (1970), le duo obtient un succès public certain qui ne se démentira pas, Bud Spencer jouant « le géant au cœur d'or, le cow-boy aventurier défenseur de la veuve et de l'orphelin, qui frappe dur mais toujours avec le sourire ».
En 2004, il tourne pour la dernière fois dans En chantant derrière les paravents d'Ermanno Olmi. Au total, il a joué dans une quarantaine de films.
Malgré sa grande popularité, il a regretté de ne pas être suffisamment considéré par le monde du cinéma, qui voyait avant tout en lui un acteur de série B : « en Italie, Terence Hill et moi n’existons tout simplement pas [...] malgré la grande popularité que nous avons également aujourd’hui auprès des enfants et des plus jeunes. Nous n’avons jamais reçu un seul prix, ni n’avons été invités aux festivals ».

### Politique
Aux élections régionales de 2005, Carlo Pedersoli est candidat dans le Latium sur la liste de Forza Italia, où il échoue à se faire élire. Son entrée en politique était motivée par sa volonté de répondre aux appels du Premier ministre d'alors, Silvio Berlusconi.
Il déclara également qu'il avait tout fait dans sa vie à l'exception de danseur de ballet, jockey, et homme politique, et que les deux premiers étaient tout simplement impossibles.
En 2013, il soutient la candidature de sa fille Cristiana aux élections municipales de Rome en tant que représentante du parti « Le Peuple de la liberté », qui par la suite est renommé Forza Italia.

### Dernières années

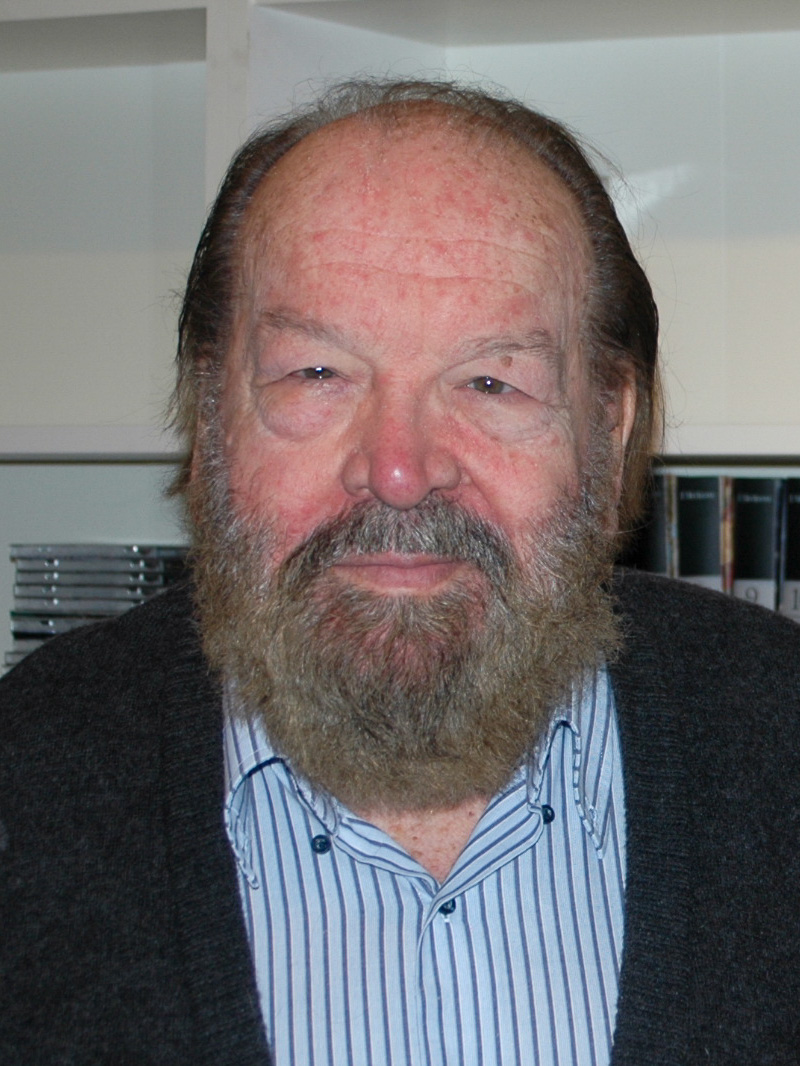
Bud Spencer en 2009.

Dans ses dernières années, éloigné du cinéma, Carlo Pedersoli ne dédaigne pas les invitations de la fédération italienne de natation qui le comblent d'aise. Il a ainsi reçu en 2007 ses diplômes d'entraîneur en natation et water-polo à titre honorifique, lui, le dilettante. Il a également été invité à remettre des médailles lors des Mondiaux de Rome en 2009.
À la fin de sa vie, il se consacrait à la rédaction de ses Mémoires, faisant de rares apparitions publiques, arrivant au troisième tome destiné au public allemand. Les deux premiers livres se sont vendus à plus de deux cent mille exemplaires.

### Vie privée et mort

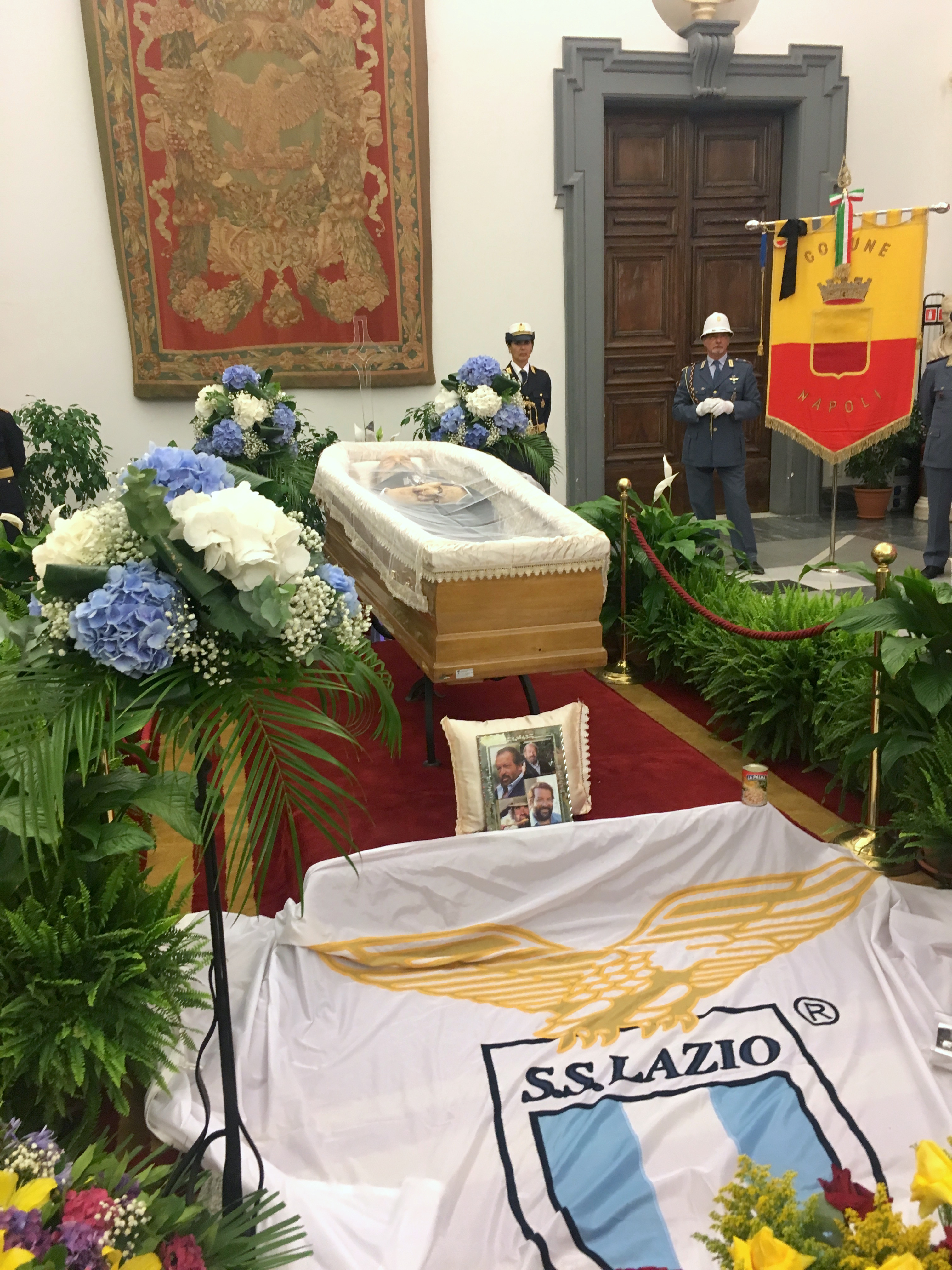
Cercueil de Bud Spencer lors de ses obsèques en la basilique Santa Maria in Montesanto.

Carlo Pedersoli était un pilote accompli, ayant obtenu des brevets de pilote d'avion mais aussi d'hélicoptère ; il a par ailleurs fondé une entreprise de transport aérien, « Mistral Air », en 1984, dont il se sépare par la suite, mais qui est toujours en activité comme filiale de la Poste italienne.
Il mesurait 1,94 m pour un poids de 125 kg et parlait le français parfaitement.
Dans un entretien donné au quotidien Il Messaggero le 26 novembre 2014, il expliquait ainsi sa vision de la mort : « Non, elle ne me fait pas peur. En tant que catholique, elle est même source de curiosité. La curiosité d'épier ce qu'il y a au-delà, comme l'enfant qui démonte un jouet pour voir comment il fonctionne ».
Il meurt le 27 juin 2016 à l'âge de 86 ans dans un hôpital de Rome, entouré de sa famille : « Papa s’est envolé en paix à 18 h 15. Il n’a pas souffert, il nous avait tous autour de lui et sa dernière parole a été “Merci” », a indiqué son fils, Giuseppe Pedersoli. Ses funérailles ont lieu le 30 juin 2016 à la basilique Santa Maria in Montesanto de Rome. Son vieil ami Terence Hill lui a rendu un dernier hommage durant la messe. Il est inhumé au cimetière communal monumental de Campo Verano désigné familièrement comme « le Verano ».

## Palmarès sportif

### Natation
- 1950 : premier Italien à nager le 100 mètres nage libre en moins d'une minute, avec un temps de 59 s 5[14].
- 1951 : médaille d'argent au 100 mètres nage libre lors des Jeux méditerranéens[15].
- 1952 : demi-finaliste du 100 mètres nage libre aux Jeux Olympiques de Helsinki avec un temps de 58 s 9[16].
- 1952 : éliminé au premier tour du relais 4 x 200 mètres nage libre aux Jeux Olympiques de Helsinki avec un temps de 9 min 17 s 9[17].
- 1956 : demi-finaliste du 100 mètres nage libre aux Jeux Olympiques de Melbourne avec un temps de 59 s[18].

### Water-polo
- 1955 : vainqueur des Jeux méditerranéens avec l'équipe d'Italie
- 1956 : champion d'Italie (it) avec l'équipe du S.S. Lazio[4].

### Récompenses
- 2005 : Caïman d'Or de la Fédération italienne de natation[19].
- 2007 : diplôme d'entraîneur de natation et de water-polo, reçu des mains du président de la Fédération italienne, Paolo Barelli[20].

## Filmographie

### Avec Terence Hill

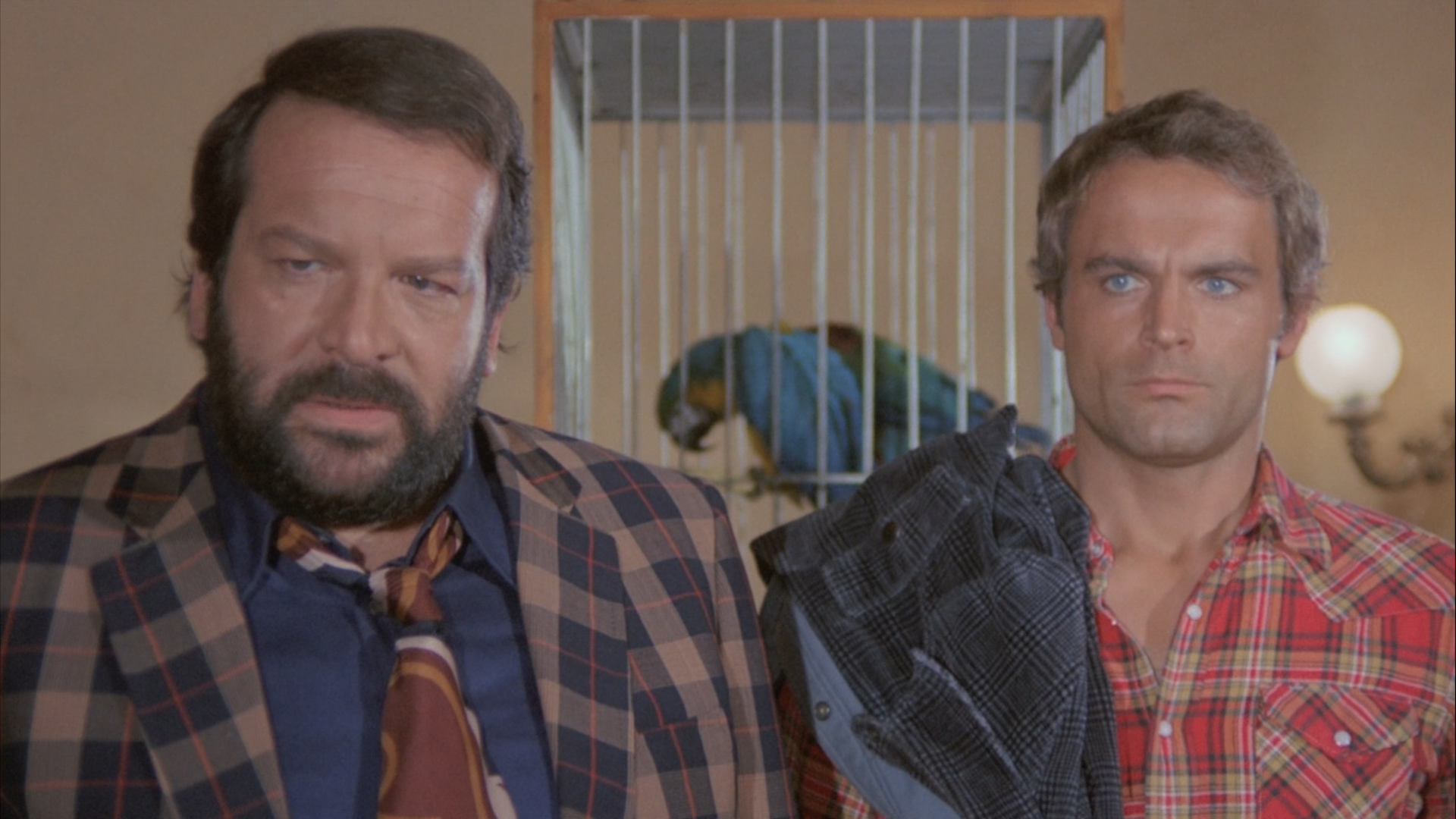
Bud Spencer et Terence Hill dans Attention, on va s'fâcher ! (1974).

Bud Spencer et Terence Hill ont tourné dix-sept films ensemble (seize sortis en France en DVD — il manque Les Deux Missionnaires, toujours inédit en DVD). Ils faisaient également partie du casting de Annibal de Carlo Ludovico Bragaglia (1959), bien que le duo n'ait pas de scène ensemble.
- 1967 : Dieu pardonne... moi pas !, (Dio perdona... io no!) de Giuseppe Colizzi : Hutch Bessy
- 1968 : Les Quatre de l'Ave Maria (I quattro dell'Ave Maria) de Giuseppe Colizzi : Hutch Bessy
- 1969 : La Colline des bottes (La collina degli stivali) de Giuseppe Colizzi : Hutch Bessy
- 1970 : On l'appelle Trinita (Lo chiamavano Trinità...) d'Enzo Barboni : Bambino
- 1971 : Le Corsaire noir (Il corsaro nero) de Lorenzo Gicca Palli : Skull
- 1971 : On continue à l'appeler Trinita (...continuavano a chiamarlo Trinità) d'Enzo Barboni : Bambino
- 1972 : Maintenant, on l'appelle Plata (...più forte ragazzi!) de Giuseppe Colizzi : Salud
- 1974 : Attention, on va s'fâcher ! (...altrimenti ci arrabbiamo!) de Marcello Fondato : Ben
- 1974 : Les Deux Missionnaires (Porgi l'altra guancia) de Franco Rossi : Père Pedro
- 1977 : Deux super-flics (I due superpiedi quasi piatti) d'Enzo Barboni : Wilbur Walsh
- 1978 : Pair et Impair (Pari e dispari) de Sergio Corbucci : Charlie Firpo
- 1979 : Cul et Chemise (Io sto con gli ippopotami) d'Italo Zingarelli : Tom
- 1981 : Salut l'ami, adieu le trésor (Chi trova un amico trova un tesoro) de Sergio Corbucci : Charlie O'Brien
- 1983 : Quand faut y aller, faut y aller (Nati con la camicia) d'Enzo Barboni : Doug O'Riordan alias Mason
- 1984 : Attention les dégâts (Non c'è due senza quattro) d'Enzo Barboni : Greg Wonder
- 1985 : Les Super-flics de Miami (Miami Supercops (I poliziotti dell'8ª strada)) de Bruno Corbucci : Steve Forest
- 1994 : Petit papa baston (Botte di Natale) de Terence Hill : Moses

### Films en solo
Sous le nom de Carlo Pedersoli
- 1949 : Quel fantasma di mio marito de Camillo Mastrocinque
- 1951 : Quo vadis de Mervyn LeRoy : un garde impérial
- 1954 : Torpilles humaines (Siluri umani) d'Antonio Leonviola : Magrini
- 1955 : Un héros de notre temps (Un eroe dei nostri tempi) de Mario Monicelli : Fernando
- 1957 : Il cocco di mamma de Mauro Morassi : Oscar
- 1957 : L'Adieu aux armes (A Farewell to Arms) de Charles Vidor : un carabinier
- 1959 : Annibal de Carlo Ludovico Bragaglia : Rutarius ; la distribution comprenait également Terence Hill (Mario Girotti), bien que le duo n'ait pas de scène ensemble

Sous le nom de Bud Spencer
- 1967 : Cinq Gâchettes d'or (Oggi a me... domani a te) de Tonino Cervi : O'Bannion
- 1967 : Pas de pitié pour les salopards (Al di là della legge) de Giorgio Stegani : James Cooper
- 1969 : Cinq hommes armés, (Un esercito di 5 uomini) de Don Taylor : Mesito
- 1969 : À l'aube du cinquième jour (Gott mit uns (Dio è con noi)) de Giuliano Montaldo : Jelinek
- 1971 : Quatre Mouches de velours gris (4 mosche di velluto grigio) de Dario Argento : Dieudonné
- 1971 : Amigo, mon colt a deux mots à te dire (Si può fare... amigo) de Maurizio Lucidi : Hiram Coburn
- 1972 : La Vengeance du Sicilien (Torino nera) de Carlo Lizzani : Rosario Rao
- 1972 : La Horde des salopards (Una ragione per vivere e una per morire) de Tonino Valerii : Eli Sampson
- 1972 : Les anges mangent aussi des fayots (Anche gli angeli mangiano fagioli) d'Enzo Barboni : Charlie Smith
- 1973 : Un flic hors-la-loi (Piedone lo sbirro) de Steno : l'inspecteur Rizzo
- 1974 : Le Cogneur (Piedone a Hong Kong) de Steno : l'inspecteur Rizzo
- 1975 : La Grande Bagarre (Il soldato di ventura) de Pasquale Festa Campanile : Ettore Fieramosca
- 1977 : L'Embrouille (Charleston) de Marcello Fondato : Charleston
- 1978 : Pied plat en Afrique (Piedone l'africano) de Steno : l'inspecteur Rizzo
- 1978 : Mon nom est Bulldozer (Lo chiamavano Bulldozer) de Michele Lupo : Bulldozer
- 1979 : Le Shérif et les Extra-terrestres (Uno sceriffo extraterrestre... poco extra e molto terrestre) de Michele Lupo : le shérif Hall
- 1980 : Pied plat sur le Nil (Piedone d'Egitto) de Steno : l'inspecteur Rizzo
- 1980 : Faut pas pousser (Chissà perché... capitano tutte a me) de Michele Lupo : le shérif Hall
- 1981 : On m'appelle Malabar (Occhio alla penna) de Michele Lupo : Buddy
- 1982 : Banana Joe de Steno : Banana Joe
- 1982 : Capitaine Malabar dit La Bombe (Bomber) de Michele Lupo : Bud Graziano
- 1982 : Escroc, Macho et Gigolo (Cane e gatto) de Bruno Corbucci : le sergent Alan Parker
- 1986 : Aladdin (Superfantagenio) de Bruno Corbucci : le génie
- 1991 : Ange ou Démon (Un piede in paradiso) d'Enzo Barboni : Bull Webster
- 1997 : Tre per sempre de Franco di Chiera : Bops
- 1997 : Al limite d'Eduardo Campoy : Elorza
- 1997 : Fuochi d'artificio de Leonardo Pieraccioni : le chanteur aveugle
- 1999 : Hijos del viento de José Miguel Juárez : Quintero
- 2003 : En chantant derrière les paravents (Cantando dietro i paraventi) d'Ermanno Olmi : le vieux capitaine
- 2008 : Pane e olio de Giampaolo Sodano : Laris
- 2008 : Mord ist mein Geschäft, Liebling (de) de Sebastian Niemann : Pepe

### Télévision
- 1988 : Le Professeur (Il professore)  (série télévisée) : Jack Clementi
- 1990-1993 : Extralarge (série télévisée) : Jack « Extralarge » Costello
- 1997 : Les Faux Frères (série télévisée) : Bob / Père Orso
- 2005 : Padre Speranza (téléfilm) : Père Speranza /Père Hope
- 2010 : I delitti del cuoco (série télévisée) : Carlo Banci

### Personnages récurrents

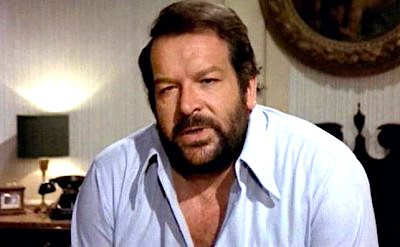
Bud Spencer en 1973

- Inspecteur Rizzo « Piedone » (« pieds plats ») : 4 films (1973-1980)
- Jack « Extralarge » Costello : 13 téléfilms (1991-1993)
- Jack Clémenti « Le Professeur » : 6 téléfilms (1988-1989)

## Discographie

### Album
- 2016 - Futtetenne

### Single
- 1978 - Cock A Doodle Doo/My Name Is Zulu avec Gli Oliver Onions
- 1979 - Grau-Grau-Grau/Freedom avec l'Orchestra Walter Rizzati
- 2003 - Futtetenne

## Version italienne
Dans la version italienne de ses films en duo avec Terence Hill, Bud Spencer n'avait pas postsynchronisé sa propre voix, pour éviter d'imposer son accent napolitain à des personnages américains. Par conséquent, il fut doublé par le comédien Glauco Onorato.

## Distinctions

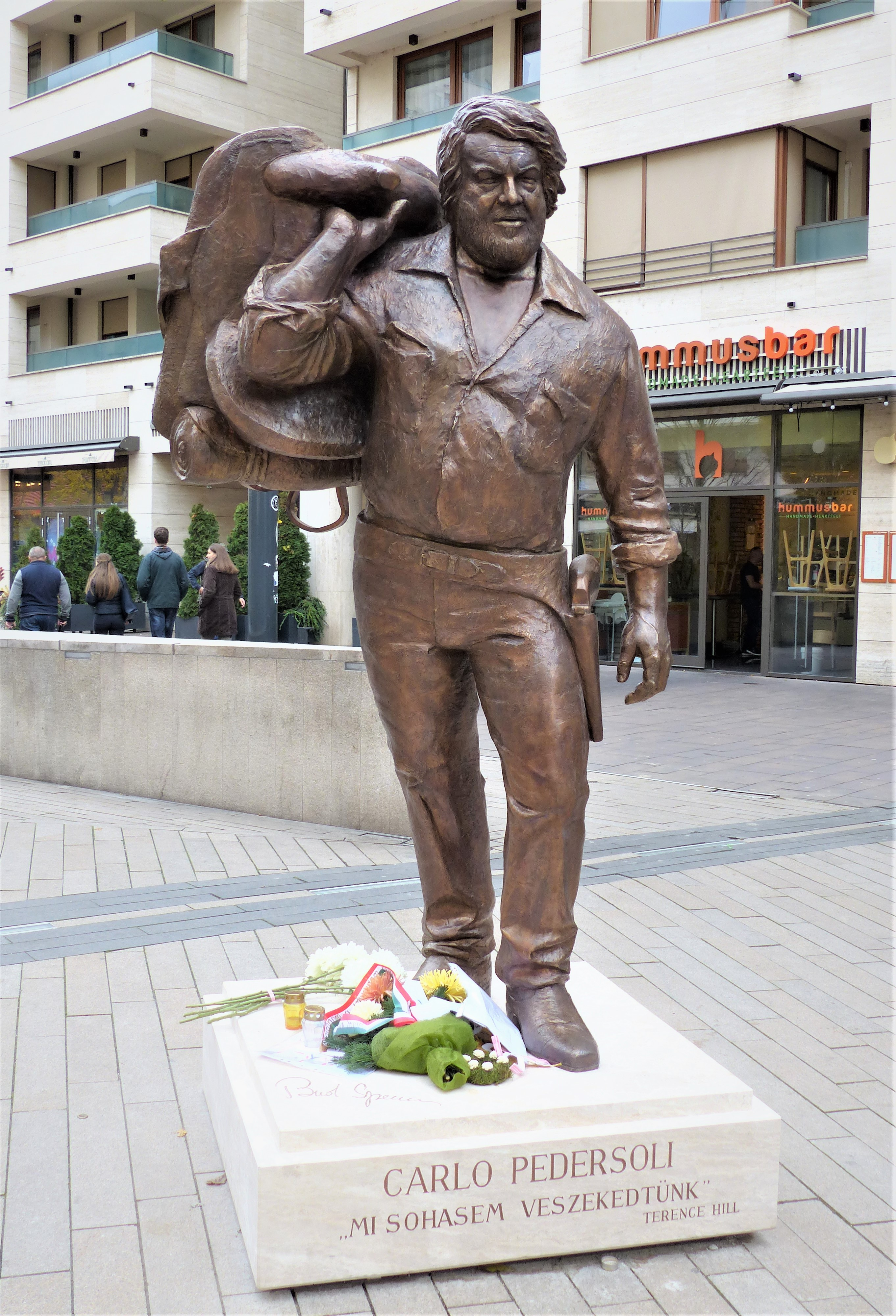
Statue en bronze à l’effigie de Bud Spencer à Budapest.

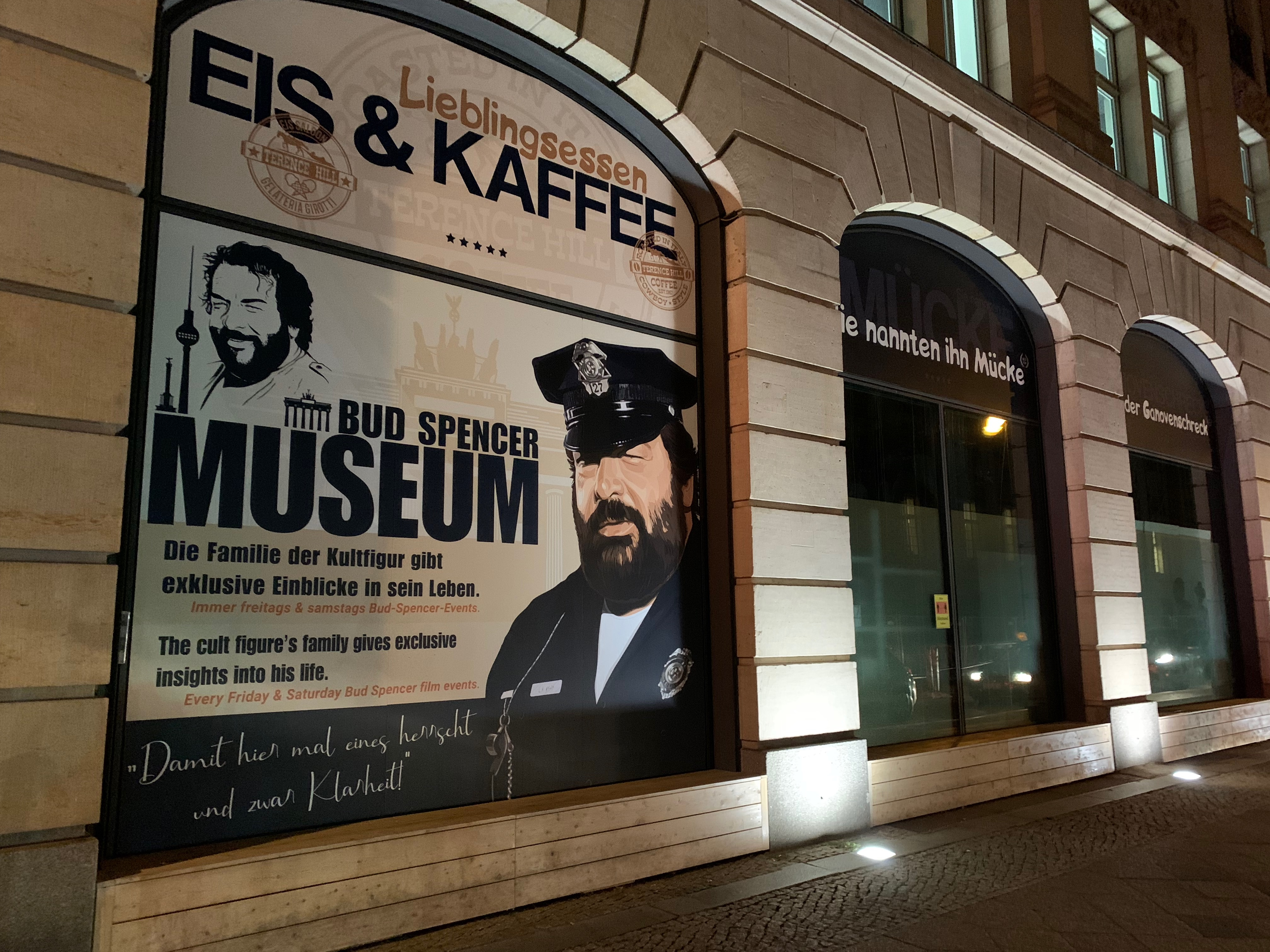
Musée Bud Spencer à Berlin (2021).

### Décoration
- : Grand officier de l'ordre du Mérite de la République italienne (27 décembre 2008)[21].

### Hommages
Le 11 novembre 2017, la ville de Budapest lui dédie une statue. Ce que fait également la ville de Livourne, le 2 juin 2019. Par ailleurs, la commune de Fontevivo, dans la province de Parme, est la première ville en Italie à baptiser une rue à son nom.
Le 27 juin 2021, le musée Bud Spencer ouvre ses portes à Berlin, sur la célèbre avenue Unter den Linden.

## Dans la culture populaire
Dans la bande dessinée Astérix et la Transitalique (2017) de Jean-Yves Ferri et Didier Conrad, Bud Spencer est représenté parmi des journalistes venus de différentes régions d'Italie (p. 13 et 20). Curieusement, son personnage est dit « Ligure », alors que Carlo Pedersoli était originaire du sud de l'Italie.

## Voix françaises
Claude Bertrand a été la voix française la plus régulière de Bud Spencer entre 1969 et 1985. Après la mort de ce dernier en 1986, Bud Spencer fut essentiellement doublé par Henry Djanik.